# Sénégal aux Jeux olympiques d'hiver de 2006
Cet article contient des informations sur la participation et les résultats du Sénégal aux Jeux olympiques d'hiver de 2006.
Le Sénégal est représenté par deux athlètes aux Jeux olympiques d'hiver de 2006 à Turin en Italie.

## Médailles
|         | Médaille d'or | Médaille d'argent | Médaille de bronze | Total |
| ------- | ------------- | ----------------- | ------------------ | ----- |
| Sénégal | 0             | 0                 | 0                  | 0     |

## Épreuves

### Ski alpin
- Lamine Guèye
- Leyti Seck